# Esha Gupta
Esha Gupta, née à New Delhi en Inde, le 28 novembre 1985, est une actrice populaire indienne du cinéma Bollywood.

## Filmographie
La filmographie de Esha Gupta, comprend les films suivants:
| Année | Film                          | Rôle                   | Notes                                   | Langue          |
| ----- | ----------------------------- | ---------------------- | --------------------------------------- | --------------- |
| 2012  | Jannat 2 (en)                 | Dr. Jhanvi Singh Tomar | Début du film                           | Hindi           |
| 2012  | Raaz 3D                       | Sanjana Krishna        |                                         | Hindi           |
| 2012  | Chakravyuh (en)               | Rhea Menon             |                                         | Hindi           |
| 2013  | Gori Tere Pyaar Mein (en)     | Nisha                  | Apparition dans la chanson Dhat Teri Ki | Hindi           |
| 2014  | Humshakals (en)               | Dr. Shivani Gupta      |                                         | Hindi           |
| 2015  | Baby (en)                     | Elle-même              | Apparition dans la chanson Beparwah     | Hindi           |
| 2015  | Main Rahoon Ya Na Rahoon (en) | Elle-même              | Clip musical                            | Hindi           |
| 2016  | Film sans titre               |                        |                                         | Tamoul Télougou |
| 2016  | Rangoon                       |                        |                                         | Hindi           |
| 2016  | Rustom                        |                        |                                         | Hindi           |
| 2016  | Commando 2 (en)               |                        |                                         | Hindi           |
| 2017  | Hera Pheri 3                  |                        |                                         | Hindi           |
| 2017  | Baadshaho (en)                |                        |                                         | Hindi           |

## Source de la traduction
- (en) Cet article est partiellement ou en totalité issu de l’article de Wikipédia en anglais intitulé « Esha Gupta » (voir la liste des auteurs).